# Cymothoe buchholzi
Cymothoe buchholzi är en fjärilsart som beskrevs av William Lucas Distant. Cymothoe buchholzi ingår i släktet Cymothoe och familjen praktfjärilar. Inga underarter finns listade i Catalogue of Life.